# Чжен Гуаньїн
Чжен Гуаньїн (*鄭觀應, 24 липня 1842–1922) — китайський комерсант, письменник, перекладач, журналіст, прихильник проведення політичних, економічних, адміністративних, освітніх реформ за часів династії Цін. Мав прізвиська Ці-юшен 杞忧生 (Пан, що очікує падіння Неба на Землю), Муюн шаньжень (Пустельник, Прихильник Злагоди), Чжихе шаньжень 偫鹤山人 (Пустельник, Звернений до Безсмертних).

## Життєпис
Походив з родини сільського вчителя. Народився у 1842 році в повіті Сяншань (сучасний Чжуншань) провінції Гуандун. Після невдачі на іспиті в 1858 році вирішив вичати англійську мову і торговельну справу, для чого вирушив до Шанхаю. Там познайомився зі англійським місіонером Дж. Фраєром.
З 1860 до 1867 року Чжен служив в англійській торговельній фірмі «Ден і К°». після чого у 1873–1883 роках в пароплавної компанії «Тай гу», займався вільною торгівлею, інвестував кошти в пароплавні компанії. За родом своєї діяльності Чжен Гуаньїн багато їздив по країні, вів записи, його роздуми про ситуацію в Китаї, реформаторські ідеї та педагогічні погляди були відображені в його творах. У 1879 році за допомогою пожертвувань у зв'язку зі стихійними лихами Чжен Гуаньїн отримав ранг правителя округу.
Після 1880 року при покровительстві значного цінського сановника Лі Хунчжана обіймав посади генерального або комерційного директорів в Шанхайському машинно-ткацькому бюро (1880–1881 роки) та Шанхайського телеграфного бюро (1881–1882 роки), Китайському комерційному пароплавному товаристві (1883–1884 роках). В цей час перекладає англійських авторів щодо питань освіти, економіки та політики, західних технологій.
У 1884 році перебирається до Макао. Незабаром стає довіреню особою князя Чуня (брата померлого імператора Сяньфена). У 1884–1885 роках, під час франко-китайської війни, закупляв в Гонконзі зброю для китайської армії і водночас вів перемовини з правителями Аннама і Сіаму з метою утримати їх від підтримки Франції. Після цього був комерційним директором на Ханьянському металургійному заводі, згодом Австрійсько-китайській залізничній компанії. У 1892 році знову очолює Китайське комерційне пароплавне товариство.
У 1902 році призначається начальником поліції м. Санцзян (провінція Цзянсі). У 1903 році очолив округ Наньнін. У 1904–1905 роках став одним з організаторів антіамериканського бойкоту. Він активно займався публіцистикою і, редагуючи перші статті Сунь Ятсена, сприяв їх публікації в шанхайських газетах.
Після повалення династії Цін в результаті Сіньхайської революції 1911 року зосередився на питаннях освіти. Він очолював шанхайську китайську бізнес-школу. на цій посаді перебував до самої смерті. У травні 1922 року помер у Шанхаї.

## Творчість
Найбільш відомими є збірка статей «Цюші кеяо» («Необхідність порятунку сучасності»), видана у 1862 році. думки цих статей було розширені та доповнені у праці «Ї янь» («Промови про зміни») 1871 року, яку видано 1880 року. Значне місце у доробку Чжен Гуаньїна займає твір «Шенши вейянь» 盛世危言 («Сміливі слова про еру процвітання»), опублікований у 1893 році. Як додатки до нього були включені різні матеріали про провідні західні країни і статті відомих ідеологів «руху за засвоєння західних справ», зокрема Чжан Чжидуна, Сюе Фучена та ін. Надалі побачило світ і продовження цієї книги («Шен ши вей янь хоу бянь»). Згідно з наказом імператора Ґуансюя кожен чиновник повинен був прочитати «Шенши вейянь». Її шанувальником був молодий Мао Цзедун.
Чжен Гуаньїн критикував прийняту політику «самопосилення», що передбачала запозичення у Заходу тільки технічні і військові досягнення. Навпаки він стверджував, що торговельна боротьба є первинною, а військова — другорядною, і закликав вивчати не тільки прикладні аспекти західної цивілізації, але і такі її сутнісні встановлення, як парламентаризм і демократія, для чого починаючи з повітового рівня слід заснувати спеціальні заклади для вивчення західних наук. Став першим в Китаї, хто запропонував впровадити конституційну монархію по британським зразком з двопалатним парламентом, що обирається загальним голосуванням.
Значне місце в роботах Чжен Гуаньїна займають його педагогічні ідеї, погляди на реформування системи освіти. Він акцентував увагу на системі навчання і виховання в цілому, на реформуванні організації шкільного навчання, на предметах навчання в школах, у середніх та вищих навчальних закладах. Крім того, був активним прихильником навчання жінок. У своїх творах Чжен Гуаньїн часто наводив у приклад організацію шкільного навчання в європейських країнах, але він не був прихильником абсолютного запозичення Китаєм досвіду зарубіжних держав. Зразком організації шкільної освіти вважав систему шкіл, що існувала в стародавньому Китаї. також виступав за сувору послідовність системи навчання, пропонуючи трирівневу організацію освіти, згідно з якою в повітах і округах були початкові школи, в провінціях і областях — середні школи, у столиці — вищі навчальні заклади. Водночас виступав за створення технічних, військових, торговельних, сільськогосподарських, педагогічних інститутів.